# Космос Эйнштейна: Как открытия Альберта Эйнштейна изменили наши представления о пространстве и времени
«Космос Эйнштейна: Как открытия Альберта Эйнштейна изменили наши представления о пространстве и времени» — научно-популярная книга американского физика-теоретика и популяризатора науки Митио Каку, впервые опубликованная в 2004 году. В книге Митио Каку подробно описывает личную жизнь Альберта Эйнштейна и сопутствующие его жизни и карьере политические события, но основное внимание уделяется физике, связанной с современными исследованиями: струнам, чёрным дырам и так далее. Публикация книги состоялась в преддверии всемирного года физики, провозглашённого в честь столетия знаменитых научных открытий Эйнштейна.
Каку считает, что определяющим признаком физика является то, что его преследуют простые физические картины, отражающие фундаментальные философские, но в конечном счёте математические идеи. Более того, Каку утверждает, что именно эта способность, яркая в необычайной степени, сделала Эйнштейна одним из немногих людей на протяжении всей истории, которые безвозвратно изменили наше понимание физического мира.
На русском языке книга впервые опубликована в 2016 году издательством «Альпина Нон-фикшн». Научным редактором книги на русском языке выступил кандидат физико-математических наук Владимир Сурдин.

## Содержание
Книга кратко описывает физику до Эйнштейна, его трудное детство и бесперспективную раннюю карьеру, оба брака и его становление культурной иконой XX века.
В первых двух разделах книги прослеживается, как теория относительности Эйнштейна выросла из двух образов. Первый доминировал в мышлении Эйнштейна с 16-летнего возраста, когда он попытался представить, как будет выглядеть луч света, если он будет мчаться рядом с ним, как полицейский в патрульной машине, который может внимательно следить за несущимся рядом автомобилистом. Увидит ли он световую волну, застывшую в неподвижности? Невозможность этой идеи привела его к ряду критических истин, включая знаменитое уравнение E=mc², изложенное в серии его основополагающих работ в 1905 году. Именно эти работы завершили создание специальной теории относительности, навсегда изменив наше представление о пространстве и времени, материи и свете.
Вторая картина пришла в голову Эйнштейну, когда он откинулся на спинку стула в патентном бюро Берна, где он зарабатывал на жизнь, одновременно ища теорию, которая включила бы гравитацию в его новое видение Вселенной. «Что будет, если он упадет?» — думал Эйнштейн. Из этой простой картины, как показывает Каку, возникло дальнейшее развитие модели пространства-времени, искажаемого присутствием массивных космических объектов, и, наконец, общей теория относительности Эйнштейна. Хотя ОТО была завершена ещё в ноябре 1915 года, только в 1919 году Эйнштейн смог добиться окончательного доказательства своей теории благодаря солнечному затмению с помощью которого астрофизик Артур Эддингтон подтвердил предсказания Эйнштейна.
Третья часть книги представляет собой попытку переоценки разочаровывающих последних лет Эйнштейна. Теперь, когда у Эйнштейна не было физической картины, которой он мог бы руководствоваться, он провел последнюю треть своей жизни, пытаясь объединить свою общую теорию относительности со странной математикой формирующейся квантовой теории, в которую его ранняя работа внесла существенный вклад. Каку ясно прослеживает корни многих впоследствии плодотворных новых областей научных исследований и технологических инноваций, включая его собственную.
Последние годы своей карьеры Эйнштейн потратил, пытаясь найти единую теорию поля и придерживаясь идеи детерминизма. В последней главе своей книги Каку показывает, что на самом деле деятельность Эйнштейна в последние годы его жизни предвосхитила будущие открытия, такие как обнаружение гравитационных волн, теорию суперсимметрии и даже попытки примирить науку с религией.

## Отзывы
По мнению физика-теоретика Габриеля Карла, сильной стороной книги Каку является её лаконичный стиль, позволяющий в небольшом томе рассмотреть всю жизнь и работу Эйнштейна. Однако Карл считает, в книге не делается попыток проанализировать мотивы Эйнштейна, а некоторые исторические детали неточны.
The Daily Telegraph называет Каку искусным и гениальным популяризатором и отмечает, что работа Каку ясно прослеживает корни многих впоследствии плодотворных новых областей научных исследований и технологических инноваций, включая его собственную. Источник оригинальности Эйнштейна кроется не в его воспитании и не в его личной жизни, а в образе его мышления. Автор рецензии считает, что хотя Эйнштейн так и не создал свою окончательную «теорию всего», поразительно и полезно осознавать, насколько сильно наша картина реальности зависит от его исключительного воображения.
Publishers Weekly пишет, что Каку, как и Эйнштейн, преуспевает в изображении словесных картинок, на повседневном языке иллюстрирующих сложные вещи, такие как фотоэффект, броуновское движение, специальная и общая теория относительности. Журнал рекомендует эту книгу читателям, которые хотят, но не могут понять суть теории относительности.
«Популярная механика» замечает, что «после Митио Каку вы обнаружите, что физика стала значительно понятнее». По мнению издания, секрет успеха книг Митио Каку состоит в изложении серьёзных вещей доступным и понятным языком. «Афиша» называет «Космос Эйнштейна» одновременно биографией одного гения и историей физики XX века, а выпуск книги — счастливым случаем эквивалентности автора и персонажа.